# Paolo Hurtado
Cristopher Paolo César Hurtado Huertas (Callao, 1990. július 27. –), ismert nevén Paolo Hurtado, perui labdarúgó, a portugál Vitória Guimarães középpályása.